# Свети Атанасий (Црешнево)
Вижте пояснителната страница за други значения на Свети Атанасий.
„Свети Атанасий“ или „Свети Атанас“ (на македонска литературна норма: „Свети Атанасиј“, „Свети Атанас“) е поствизантийска църква в поречкото село Црешнево, Република Македония. Църквата е част от Бродското архиерейско наместничество на Дебърско-Кичевската епархия на Македонската православна църква – Охридска архиепископия. Църквата е разположена в центъра на селото и е изградена в късното средновековие. Няма запазена живописна декорация.